# عزلة بني صباح (صعدة)

تعديل مصدري - تعديل

عزلة بني صباح هي إحدى عزل مديرية رازح في محافظة صعدة اليمنية ويبلغ تعداد سكانها 3005 نسمة حسب التعداد السكاني في اليمن لعام 2004.

## روابط خارجية
- الجهاز المركزي للإحصاء بالجمهورية اليمنية
- المركز الوطني للمعلومات باليمن
- World Gazetteer:Yemen
- الدليل الشامل